# Morarji Desai
Morarji Desai (29 tháng 2 năm 1896 – 10 tháng 4 năm 1995) là nhà hoạt đọng xã hội người Ấn Độ và giữ chức Thủ tướng Ấn Độ thứ tư của chính phủ thành lập bởi Đảng Janata. Trong suốt sự nghiệp chính trị, ông giữ nhiều chức vụ quan trọng trong chính phủ như: Thủ hiến Bang Bombay, Bộ trưởng Nội vụ, Bộ trưởng Tài chính và Phó Thủ tướng Ấn Độ thứ 2.